# Microregione di Seridó Oriental
Seridó Oriental è una microregione dello Stato del Rio Grande do Norte in Brasile, appartenente alla mesoregione di Central Potiguar.

## Comuni
Comprende 10 comuni:
- Acari
- Carnaúba dos Dantas.
- Cruzeta
- Currais Novos
- Equador
- Jardim do Seridó
- Ouro Branco
- Parelhas
- Santana do Seridó
- São José do Seridó